# 初戀那件小事
《初戀那件小事》（英語：First Love，翻譯：小小的事情叫做...愛）是2010年於泰國上映的浪漫喜劇電影。男女主角分別由马里奥·毛瑞尔與平采娜·樂維瑟派布恩所飾演。

## 劇情內容
小嵐是國中一年級一個最最平凡的小女孩。但這位平凡的女孩偏偏愛上了學校中最優秀、最善良、也最帥氣的高一男生——小莫。於是她做了很多傻傻的小事，只為能引起小莫的注意。申請加入舞蹈社卻在篩選時被喜歡小莫的同學小菲羞辱；她不惜參演根本沒有人喜歡看的話劇社；練習軍樂指揮等等。這些只為能靠小莫再近一點。
小嵐的努力讓她在國三之時成為學校名副其實的風雲人物。她變成了男孩們眼中最可愛，最溫柔和最值得追的校花級女孩，但小嵐心中依然收藏著她那小小的願望。殊不知在話劇表演的時候她的表現被小莫的好朋友阿拓注意。最後，在初中畢業之時，小嵐終於鼓足勇氣向小莫表白，卻發現小莫已經在一個星期前接受了小彬學姐，兩人又一次錯過。其實，小莫沒有和小嵐在一起，是出於當初對阿拓的承諾，他不想失去他的兄弟，只有隱藏自己的真實感情。看著她，也是種幸福。
9 年以後，兩個人都有了各自的成就，小嵐成為一名出色的服裝設計師，小莫則從一名超級球星成功轉型為一名攝影師。在小嵐回國後的一次節目採訪現場，主持人請來了小莫學長。時隔九年，兩人再次相見，小嵐問小莫有沒有結婚，而小莫回答，我一直在等著那個人從美國回來。小嵐笑著哭了。

## 角色列表
| 角色名                | 演员名                        | 中國大陸配音 | 台湾配音 | 角色介绍 |
| --------------------- | ----------------------------- | ------------ | -------- | -------- |
| 小莫                  | 馬力歐·莫瑞爾                 | 路知行       | 鈕凱暘   |          |
| 小嵐                  | 平采娜·樂維瑟派布恩           | 詹佳         | 李涵菲   |          |
| 阿拓                  | 安查拉那·阿瑞亚卫考（艾克納） | 董学文       |          |          |
| 小茵老师              | 苏达拉·布查蓬（杜琪）         | 黄莺         | 馮美麗   |          |
| 校长                  | Wasin Pokpong                 | 胡平智       |          |          |
| 小菲 （芒果蛋糕女孩） | Yanika Thongprayoon           |              | 劉凱寧   |          |
| 小夢 （蛋糕女孩朋友） | AOY                           |              | 吳貴竹   |          |
| 阿霞                  | Mildy Paweena Rojjindangam    |              | 馮美麗   |          |
| 小嵐媽媽              | Maneerat Wonggeerasak         |              | 劉凱寧   |          |
| 小莫妈妈              | Front Mintgomerly             | 曾丹         |          |          |

注
- 电影中飾演校長的Wasin_Pokpong与男主角父親的Puttipong Promsaka Na Sakolnakorn同時也是此电影的導演。
- 中国大陆公映版由上海电影译制厂译制配音。

## 首映與發行

### 泰國
2010年8月12日，國內首映。當日也是泰國王后生日，以及泰國母親節。最後票房統計，約260萬美金（至少7800萬泰銖），已超過上映前的預期。

### 海外
中國大陸

2011年6月13日，於第十四屆上海國際電影節首映。2012年6月5日，该片的汉语配音版在各大院线公映。
台灣

2011年1月21日，全台首映。DVD則於同年4月1日發行。同年10月9日於東森電影台電視上首播。
菲律賓

2011年6月5日，於當地ABS-CBN電視台上首播，不久於6月20日重播。

## 原聲帶
- สิ่งเล็กๆที่เรียกว่ารัก（愛這件小事）：主題曲。
- สักวันฉันจะดีพอ（總有一天我會很完美／總有一天我會足夠優秀）
- สักวันหนึ่ง（有一天／會有那麼一天）：片尾曲。
- วัน เดือน ปี（D.M.Y／年月日／日期）
- เพราะใจ（因為心／因為我的心／心的召唤）
- ดาวดวงนั้น（那顆星）

## 獎項及提名
| 年份   | 組織         | 獎項           | 入圍                              | 結果 |
| ------ | ------------ | -------------- | --------------------------------- | ---- |
| 2010年 | Top Awards   | 年度最佳電影   | 初戀那件小事                      | 獲獎 |
| 2010年 | Top Awards   | 最佳男主角     | 马里奥·毛瑞尔                     | 獲獎 |
| 2010年 | Top Awards   | 最佳女新人     | 平采娜·樂維瑟派布恩               | 獲獎 |
| 2011年 | MThai Awards | 2011年明星情侶 | 马里奥·毛瑞尔 平采娜·樂維瑟派布恩 | 獲獎 |

## 翻拍版
改編電影版由Wasin Pokpong导演，預計2017年在中国上映，但一直聞樓梯響。但電視劇版則由芒果影视、芒果娱乐、沣禾汇文化传媒有限公司出品，綦小卉执导，已解散的韓國限定男子組合Wanna One台灣成員赖冠霖、赵今麦领衔主演，集數為36集。於2019年2月1日開機拍攝，同年5月7日殺青；同年10月23日至11月21日於湖南衛視「青春進行時」時段播出。